# Адміністративний устрій Іршавського району
Адміністративний устрій Іршавського району — адміністративно-територіальний поділ Іршавського району Закарпатської області на 1 міську громаду, 3 сільські громади і 16 сільських рад, які об'єднують 47 населених пунктів та підпорядковані Іршавській районній раді. Адміністративний центр — місто Іршава.

## Список громадІршавського району
| № | Назва                        | Центр         | Населені пункти                                                                                    | Площа км² | Місце за площею | Населення (2001), осіб. | Місце за населенням |
| - | ---------------------------- | ------------- | -------------------------------------------------------------------------------------------------- | --------- | --------------- | ----------------------- | ------------------- |
| 1 | Іршавська міська громада     | м. Іршава     | м. Іршава с. Лоза с. Собатин                                                                       |           |                 |                         |                     |
| 2 | Довжанська сільська громада  | с. Довге      | с. Довге с. Приборжавське                                                                          |           |                 |                         |                     |
| 3 | Зарічанська сільська громада | с. Заріччя    | с. Вільхівка с. Гребля с. Заріччя с. Нижнє Болотне                                                 |           |                 |                         |                     |
| 4 | Кам'янська сільська громада  | с. Кам'янське | с. Арданово с. Богаревиця с. Воловиця с. Дунковиця с. Кам'янське с. Мідяниця с. Сільце с. Хмільник |           |                 |                         |                     |

## Список радІршавського району(з 2017 року)
| №  | Назва                          | Центр               | Населені пункти                                                         | Площа км² | Місце за площею | Населення (2001), осіб. | Місце за населенням |
| -- | ------------------------------ | ------------------- | ----------------------------------------------------------------------- | --------- | --------------- | ----------------------- | ------------------- |
| 1  | Білківська сільська рада       | с. Білки            | с. Білки                                                                |           |                 |                         |                     |
| 2  | Брідська сільська рада         | с. Брід             | с. Брід с. Дешковиця                                                    |           |                 |                         |                     |
| 3  | Броньківська сільська рада     | с. Бронька          | с. Бронька с. Суха                                                      |           |                 |                         |                     |
| 4  | Великораковецька сільська рада | с. Великий Раковець | с. Великий Раковець с. Заболотне                                        |           |                 |                         |                     |
| 5  | Доробратівська сільська рада   | с. Доробратово      | с. Доробратово с. Горбок                                                |           |                 |                         |                     |
| 6  | Дубрівська сільська рада       | с. Дубрівка         | с. Дубрівка с. Велика Розтока с. Мала Розтока                           |           |                 |                         |                     |
| 7  | Загатянська сільська рада      | с. Загаття          | с. Загаття с. Дуби с. Івашковиця с. Климовиця с. Кобалевиця             |           |                 |                         |                     |
| 8  | Ільницька сільська рада        | с. Ільниця          | с. Ільниця                                                              |           |                 |                         |                     |
| 9  | Імстичівська сільська рада     | с. Імстичово        | с. Імстичово                                                            |           |                 |                         |                     |
| 10 | Кушницька сільська рада        | с. Кушниця          | с. Кушниця                                                              |           |                 |                         |                     |
| 11 | Лисичівська сільська рада      | с. Лисичово         | с. Лисичово                                                             |           |                 |                         |                     |
| 12 | Луківська сільська рада        | с. Луково           | с. Луково                                                               |           |                 |                         |                     |
| 13 | Малораковецька сільська рада   | с. Малий Раковець   | с. Малий Раковець                                                       |           |                 |                         |                     |
| 14 | Негрівська сільська рада       | с. Негрово          | с. Негрово                                                              |           |                 |                         |                     |
| 15 | Осійська сільська рада         | с. Осій             | с. Осій                                                                 |           |                 |                         |                     |
| 16 | Чорнопотіцька сільська рада    | с. Чорний Потік     | с. Чорний Потік с. Крайня Мартинка с. Локіть с. Підгірне с. Смологовиця |           |                 |                         |                     |

## Список радІршавського району(до 2017 року)
| №  | Назва                          | Центр               | Населені пункти                                                         | Площа км² | Місце за площею | Населення (2001), осіб. | Місце за населенням |
| -- | ------------------------------ | ------------------- | ----------------------------------------------------------------------- | --------- | --------------- | ----------------------- | ------------------- |
| 1  | Іршавська міська рада          | м. Іршава           | м. Іршава с. Собатин                                                    |           |                 |                         |                     |
| 2  | Арданівська сільська рада      | с. Арданово         | с. Арданово с. Дунковиця с. Мідяниця                                    |           |                 |                         |                     |
| 3  | Білківська сільська рада       | с. Білки            | с. Білки                                                                |           |                 |                         |                     |
| 4  | Брідська сільська рада         | с. Брід             | с. Брід с. Дешковиця                                                    |           |                 |                         |                     |
| 5  | Броньківська сільська рада     | с. Бронька          | с. Бронька с. Суха                                                      |           |                 |                         |                     |
| 6  | Великораковецька сільська рада | с. Великий Раковець | с. Великий Раковець с. Заболотне                                        |           |                 |                         |                     |
| 7  | Вільхівська сільська рада      | с. Вільхівка        | с. Вільхівка с. Нижнє Болотне                                           |           |                 |                         |                     |
| 8  | Греблянська сільська рада      | с. Гребля           | с. Гребля                                                               |           |                 |                         |                     |
| 9  | Довжанська сільська рада       | с. Довге            | с. Довге                                                                |           |                 |                         |                     |
| 10 | Доробратівська сільська рада   | с. Доробратово      | с. Доробратово с. Горбок                                                |           |                 |                         |                     |
| 11 | Дубрівська сільська рада       | с. Дубрівка         | с. Дубрівка с. Велика Розтока с. Мала Розтока                           |           |                 |                         |                     |
| 12 | Загатянська сільська рада      | с. Загаття          | с. Загаття с. Дуби с. Івашковиця с. Климовиця с. Кобалевиця             |           |                 |                         |                     |
| 13 | Зарічанська сільська рада      | с. Заріччя          | с. Заріччя                                                              |           |                 |                         |                     |
| 14 | Ільницька сільська рада        | с. Ільниця          | с. Ільниця                                                              |           |                 |                         |                     |
| 15 | Імстичівська сільська рада     | с. Імстичово        | с. Імстичово                                                            |           |                 |                         |                     |
| 16 | Кам'янська сільська рада       | с. Кам'янське       | с. Кам'янське с. Богаревиця с. Воловиця с. Хмільник                     |           |                 |                         |                     |
| 17 | Кушницька сільська рада        | с. Кушниця          | с. Кушниця                                                              |           |                 |                         |                     |
| 18 | Лисичівська сільська рада      | с. Лисичово         | с. Лисичово                                                             |           |                 |                         |                     |
| 19 | Лозянська сільська рада        | с. Лоза             | с. Лоза                                                                 |           |                 |                         |                     |
| 20 | Луківська сільська рада        | с. Луково           | с. Луково                                                               |           |                 |                         |                     |
| 21 | Малораковецька сільська рада   | с. Малий Раковець   | с. Малий Раковець                                                       |           |                 |                         |                     |
| 22 | Негрівська сільська рада       | с. Негрово          | с. Негрово                                                              |           |                 |                         |                     |
| 23 | Осійська сільська рада         | с. Осій             | с. Осій                                                                 |           |                 |                         |                     |
| 24 | Приборжавська сільська рада    | с. Приборжавське    | с. Приборжавське                                                        |           |                 |                         |                     |
| 25 | Сілецька сільська рада         | с. Сільце           | с. Сільце                                                               |           |                 |                         |                     |
| 26 | Чорнопотіцька сільська рада    | с. Чорний Потік     | с. Чорний Потік с. Крайня Мартинка с. Локіть с. Підгірне с. Смологовиця |           |                 |                         |                     |

* Примітки: м. — місто, с. — село